# تلمبه حبیب رضایی
تلمبه حبیب رضایی یک منطقهٔ مسکونی در ایران است که در دهستان فتح‌آباد (قیر و کارزین) واقع شده‌است.